# Hangzhou
Hangzhou (xinès: 杭州, pinyin: Hángzhōu, transcripció antiga: Hangchow) és la capital de la província de Zhejiang, a la República Popular de la Xina. L'àrea metropolitana té una població superior als sis milions d'habitants (2003), encara que la població resident censada és de 2.636.700 habitants. Està situada a la vora del riu Qiantang i limita amb el llac de l'Oest (Xi Hu) i amb el Gran Canal de la Xina.

## Història

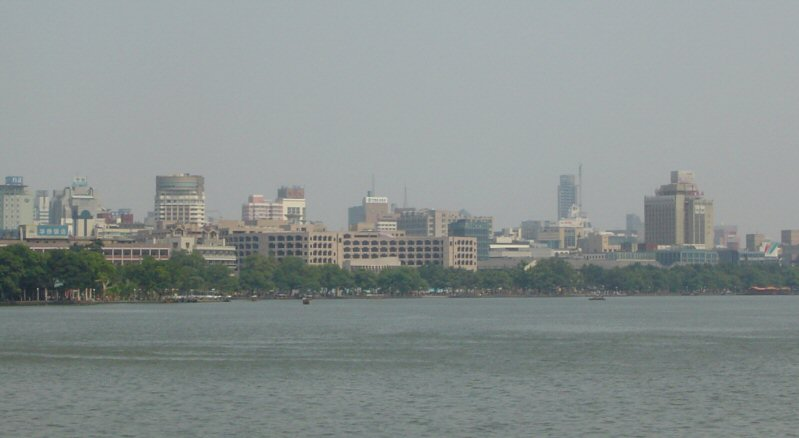
Vista de la ciutat des del llac de l'Oest.

La ciutat va guanyar importància gràcies a la construcció del Gran Canal de la Xina durant la dinastia Sui. Durant aquest període es va construir la muralla de la ciutat. Va ser la capital de la dinastia Song del Sud. A partir de l'any 1138 es va convertir en un important centre de comerç, i la indústria de la ciutat es va especialitzar en la porcellana i els tèxtils.
L'explorador Marco Polo va visitar Hangzhou al final del segle xiii i en va dir que era «la ciutat més sumptuosa i elegant del món». Fins a la dinastia Ming va ser un port important. A partir d'aquest període, i com a conseqüència dels continus atacs dels pirates japonesos, Hangzhou va perdre importància. El 1555 la ciutat va ser saquejada pels pirates, i el 1861 va rebre l'atac dels rebels del Regne Celestial de Taiping, que van prendre la ciutat i la van saquejar. Hangzhou no va ser recuperada per les tropes imperials fins al 1863, després d'un conflicte que va causar més de mig milió de baixes entre la població.
El 30 de maig de 2010 la Colla Vella dels Xiquets de Valls va descarregar en aquesta ciutat un 3 de 9 amb folre, el primer castell de nou mai realitzat fora dels Països Catalans.

## Clima
Hangzhou té un clima amb hiverns freds i estius molt calorosos. La temperatura mitjana al mes de juliol és de 33 graus Celsius, i la mitjana del mes de gener és de 8 graus Celsius.

## Economia
Les indústries tradicionals de Hangzhou són la maquinària, la tèxtil i la de la seda, i darrerament s'hi està desenvolupant amb rapidesa la indústria electrònica, sobretot després del canvi de sistema econòmic del país a partir del 1992. La ciutat s'ha convertit en una de les destinacions turístiques més visitades del país, cosa que ha provocat que una part de l'economia es dediqui al sector serveis. A la regió de Hangzhou també s'hi produeix te verd d'una alta qualitat que és apreciat a tot el país.

## Transport
rLa ciutat es comunica amb les ciutats veïnes per terra i aire. El riu Qiantang serveix per portar mercaderies i per al transport de turistes.
L'aeroport Internacional de Hangzhou Xiaoshan (杭州萧山国际机场) és el més gran de tota la regió del delta del riu Yangtse, segons les estadístiques de l'any 2010 va moure més de 17 milions de passatgers, sent el novè més ocupat de tota la Xina i el vuitè en càrrega total. S'ubica al districte de Xiaoshan, a l'oest de la ciutat.
L'aeroport es va construir entre 1997 i 2000.Va ser inaugurat el 30 de desembre del 2000 i reemplaça l'Aeroport Hangzhou Jiangiao (杭州笕桥机场), que va ser construït el 1931 per a ús militar i va ser obert al públic l'any 1956. L'any 2004 l'aeroport de Hangzhou Xiaoshan va passar a internacional, obrint rutes a més destins arreu del món.
La ciutat compta amb trens, destacant l'estació de Hangzhou (杭州火车站), ubicada al districte Shangcheng i inaugurada l'any 1907. L'estació Hangzhou de l'est va ser inaugurada l'any 1992 i és part del sistema de Metro de Hangzhou.
La ciutat es connecta directament amb Xangai mitjançant el metro Xangai-Hangzhou (沪杭客运专线) de 200 quilòmetres de llarg, i amb el tren Maglev (沪杭磁悬浮交通项目), del qual va ser construïda la primera etapa l'any 2009. El projecte va finalitzar l'any 2014.

## Fills il·lustres
- Zhang Kangkang (1950 -) Escriptora
- Shi Dongshan (1902 - 1955) pintor, actor, guionista i director de cinema
- Lin Huiyin (1904 - 1955) arquitecte i escriptora.
- Zhang Ling (1957 -) escriptora